# Arrondissement di Thann
L'arrondissement di Thann è una suddivisione amministrativa francese, situata nel dipartimento dell'Alto Reno, nella regione del Grand Est.

## Composizione
L'arrondissement di Thann raggruppa 52 comuni in 4 cantoni:
- cantone di Cernay
- cantone di Masevaux
- cantone di Saint-Amarin
- cantone di Thann.